# Iniciativa Canària Nacionalista
La Iniciativa Canària Nacionalista (ICAN) fou un partit nacionalista d'esquerres creat per la unió d'ACN (Assemblea Canària Nacionalista), ICU (Izquierda Canaria Unida), formació lligada a Izquierda Unida i UNI (Unión de Nacionalistas de Izquierda).
Es fundà el 1991 i el 1993 es va unir a les AIC (Agrupacions Independents de Canàries), AM (Asamblea Majorera), PNC (Partit Nacionalista Canari) i CCN (Centre Canari Nacionalista) per a formar Coalició Canària.
ICAN va estar lligada a Esquerra Unida fins a uns mesos després de les eleccions municipals de 1991, quan sorgeix un conflicte entre aquestes organitzacions. El PSOE governava en el Cabildo de Gran Canaria amb suport d'ICAN. Però ICAN va presentar una moció de censura al PSOE (juntament amb CDS i el PP), ocupant la presidència de la institució el poeta Pedro Lezcano. Arran d'aquesta moció de censura ICAN seria expulsat d'IU. ICAN va suposar la culminació d'un llarg procés de reunificació de l'esquerra canària avortat en unir-se a forces insularistes i de centredreta (un dels més importants artífexs d'aquesta unió va ser José Carlos Maurici, polític procedent del Partit Comunista d'Espanya). La creació de Coalició Canària va suposar un nou episodi de frustració per a les organitzacions populars canàries que van veure la fi d'una experiència que encara que no satisfeia totes les aspiracions sí que resultava un element útil.
A partir de 1999, Coalició Canària va començar a sofrir un procés intern de divisió que es va concretar en 2005 amb la sortida de part del partit en Gran Canària i la fundació d'una nova força, Nueva Canarias, el que pràcticament va suposar el soterrament definitiu d'ICAN, que ja es trobava totalment diluït en CC.

## Resultats electorals

### Parlament de Canàries
| Any  | Líder            | Vots        | %     | Escons | +/- | Govern   |
| ---- | ---------------- | ----------- | ----- | ------ | --- | -------- |
| 1991 | Antonio González | 85.015 (#5) | 12,32 | 5 / 60 | Nou | Oposició |